# Монені Пайретс
Монені Пайретс (англ. Moneni Pirates Football Club) — свазілендський футбольний клуб, який базується у місті Манзіні.

## Історія
Клуб був створений Нгунгун'яне Мацен'явою для того щоб об'єднати молодих людей з елища Монені та околиць міста Манзіні.
До заснування клубу Мацен'явою в селищі існував ФК «Блу Бердс». У 1967 році назва клубу змінилася на ФК «Монені Пайретс», на честь відомого клубу з Соєто, «Орландо Пайретс». Багато клубів Свазіленду були названі в честь популярних клубів Південної Африки. Це пов'язано з тим, що свазілендські шанувальники футболу слідують за клубами Південної Африки, а місцеві клуби продають найталановитіших молодих футболістів до більш професійної Національної Соккер-ліги.
Клуб вилітав з вищого дивізіону чемпіонату Свазіленду двічі в своїй історії — в сезонах 1998/1999 та 2005/06 років. Після повернення до Прем'єр-ліги з Національної першого дивізіону в сезоні 2009/10 років клуб виграв один трофей — Благодійний турнір Свазі Телеком; який є щорічним та відкриває сезон у свазілендській прем'єр-лізі.

## Досягнення
- Кубок Свазіленду з футболу‎:
  -  Володар (3): 1987, 1988, 2015

- Благодійний кубок Свазі Телеком:
  -  Володар (1): 2009

- Кубок Топ-8:
  -  Володар (1): 1995

## Статистика виступів на континентальних турнірах
| Сезон | Турнір                     | Раунд      | Клуб           | Вдома | На виїзді | Загалом |
| ----- | -------------------------- | ---------- | -------------- | ----- | --------- | ------- |
| 1989  | Кубок володарів кубків КАФ | Попередній | КСОЛ           | 2-0   | 0-1       | 2-1     |
| 1989  | Кубок володарів кубків КАФ | 1          | Пауер Дайнамоз | 1-1   | 0-5       | 1-6     |
| 1990  | Кубок володарів кубків КАФ | Попередній | Вітал'О        | 0-0   | 1-6       | 1-6     |
| 1992  | Кубок КАФ                  | 1          | Навікубу Вілла | 1-3   | 1-2       | 2-5     |
| 1994  | Кубок КАФ                  | 2          | АФК Леопардс   | 0-1   | 0-2       | 0-3     |

## Відомі гравці
- Єн Сімуламбо